# Alex Riberas
Alex Riberas, né le 27 janvier 1994 à Cambridge aux Royaume-Uni, est un pilote automobile espagnol. Il participe à des épreuves d'endurance au volant de voitures de Grand tourisme dans des championnats tels que le WeatherTech SportsCar Championshipet la Blancpain Endurance Series.

## Palmarès

### Résultats aux24 Heures de Daytona
| Année | Écurie                       | Copilotes                                    | Voiture                      | Classe  | Tours | Pos. | Class Pos. |
| ----- | ---------------------------- | -------------------------------------------- | ---------------------------- | ------- | ----- | ---- | ---------- |
| 2014  | Team Seattle/Alex Job Racing | Ian James Mario Farnbacher Marco Holzer      | Porsche 911 GT America       | GTD     | 639   | 34e  | 15e        |
| 2015  | Team Seattle/Alex Job Racing | Ian James Mario Farnbacher                   | Porsche 911 GT America       | GTD     | 233   | Abd. | Abd.       |
| 2016  | Team Seattle/Alex Job Racing | Ian James Mario Farnbacher Wolf Henzler      | Porsche 911 GT3 R            | GTD     | 700   | 22e  | 8e         |
| 2019  | Moorespeed                   | Andrew Davis Will Hardeman Markus Winkelhock | Audi R8 LMS                  | GTD     | 555   | 31e  | 12e        |
| 2020  | The Heart of Racing          | Roman De Angelis (en) Ian James Nicki Thiim  | Aston Martin Vantage AMR GT3 | GTD     | 155   | Abd. | Abd.       |
| 2022  | The Heart of Racing          | Ross Gunn Maxime Martin                      | Aston Martin Vantage AMR GT3 | GTD Pro | 103   | Abd. | Abd.       |

### Résultats enWeatherTech SportsCar Championship
| Année | Écurie                       | Châssis                      | Moteur                      | Classe  | 1      | 2      | 3        | 4     | 5       | 6      | 7      | 8      | 9     | 10     | 11     | 12    | 13  | Position | Points |
| ----- | ---------------------------- | ---------------------------- | --------------------------- | ------- | ------ | ------ | -------- | ----- | ------- | ------ | ------ | ------ | ----- | ------ | ------ | ----- | --- | -------- | ------ |
| 2014  | Team Seattle/Alex Job Racing | Porsche 911 GT America       | Porsche 4,0 l Flat-6 Atmo   | GTD     | DAY 15 | SEB 3  | LGA      | BEL   | WGL     | MOS    | IMS    | ELK    | VIR   | AUS    | ATL 5  |       |     | 33e      | 77     |
| 2015  | Team Seattle/Alex Job Racing | Porsche 911 GT America       | Porsche 4,0 l Flat-6 Atmo   | GTD     | DAY 18 | SEB 1  | LBH      | LGA   | WGL     | MOS    | ELK    | VIR    | AUS   | ATL 7  |        |       |     | 24e      | 62     |
| 2016  | Team Seattle/Alex Job Racing | Porsche 911 GT3 R            | Porsche 4,0 l Flat-6 Atmo   | GTD     | DAY 8  | SEB 4  | LGA 1    | BEL 4 | WGL 3   | MOS 12 | LIM 14 | ELK 12 | VIR 4 | AUS 7  | ATL 8  |       |     | 5e       | 285    |
| 2019  | Moorespeed                   | Audi R8 LMS                  | Audi 5,2 l V10 Atmo         | GTD     | DAY 11 | SEB 17 | MOH 6    | BEL   | WGL Np. | MOS    | LIM    | ELK    | VIR   | LGA    | ATL    |       |     | 38e      | 59     |
| 2021  | Heart Of Racing Team         | Aston Martin Vantage AMR GT3 | Aston Martin 4,0 L V8 Turbo | GTD     | DAY    | DAY    | SEB      | MOH   | BEL     | WGL    | WGL    | LIM    | ELK   | LGA 12 | LBH 12 | VIR 6 | ATL | 33e      | 669    |
| 2021  | Heart Of Racing Team         | Aston Martin Vantage AMR GT3 | Aston Martin 4,0 L V8 Turbo | GTD     | Q      | R      | SEB      | MOH   | BEL     | WGL    | WGL    | LIM    | ELK   | LGA 12 | LBH 12 | VIR 6 | ATL | 33e      | 669    |
| 2022  | Heart Of Racing Team         | Aston Martin Vantage AMR GT3 | Aston Martin 4,0 L V8 Turbo | GTD Pro | DAY    | DAY    | SEB Abd. | LBH 1 | LGA     | MOH    | BEL    | WGL    | MOS   | LIM    | ELK    | VIR   | ATL | 5e*      | 1106*  |
| 2022  | Heart Of Racing Team         | Aston Martin Vantage AMR GT3 | Aston Martin 4,0 L V8 Turbo | GTD Pro | Q 7    | R 13   | SEB Abd. | LBH 1 | LGA     | MOH    | BEL    | WGL    | MOS   | LIM    | ELK    | VIR   | ATL | 5e*      | 1106*  |

* Saison en cours.

### Résultats enAsian Le Mans Series
| Année     | Écurie    | Châssis         | Moteur                        | Classe | 1        | 2     | 3     | 4     | Points | Classement |
| --------- | --------- | --------------- | ----------------------------- | ------ | -------- | ----- | ----- | ----- | ------ | ---------- |
| 2016-2017 | DH Racing | Ferrari 488 GT3 | Ferrari F154CB 3,9 l V8 Turbo | GT     | ZHU Abd. | FUJ 5 | BUR 1 | SEP 2 | 54     | 2e         |

### 12h de Bathurst
| Année | Équipe                 | Coéquipiers         | Voiture              | Catégorie | Tours | Pos. | Class Pos. |
| ----- | ---------------------- | ------------------- | -------------------- | --------- | ----- | ---- | ---------- |
| 2024  | Heart of Racing by SPS | Ian James Ross Gunn | Mercedes-AMG GT3 Evo | A-PRO AM  | 274   | 10e  | 2e         |